# Michel Lamart
 (février 2014).
Si vous disposez d'ouvrages ou d'articles de référence ou si vous connaissez des sites web de qualité traitant du thème abordé ici, merci de compléter l'article en donnant les références utiles à sa vérifiabilité et en les liant à la section « Notes et références ».
Michel Lamart est un écrivain français né le 31 mars 1949  à Reims.

## Biographie
Michel Lamart naît le 31 mars 1949 à Reims d'un père ouvrier, Jean, et d'une mère au foyer. Il est l'aîné de trois enfants (Nicole et Isabelle, la cadette), il a fait une carrière consacrée à l’enseignement des lettres et de la philosophie en classes préparatoires.
Après des débuts remarqués par Alain Dorémieux et Daniel Walther, qui lui valent les honneurs de la revue Fiction, Michel Lamart publie une soixantaine de nouvelles, ressortissant aux genres de la science-fiction et du fantastique, et un roman, Love, qui paraît en 2000, aux Éditions Naturellement. Son écriture poético-onirique est exigeante. Elle use d'un humour qui se veut critique vis-à-vis d'une société qui dilue l'identité de l'homme en le tenant à l'écart de sa propre émancipation. C'est un moraliste dont la verve satirique n'épargne ni lui ni personne.
Son premier recueil de nouvelles paraît en 1983, dans le cadre du festival Interpol'Art à Reims. Il a été sélectionné dans le cadre d'un concours qui a débouché sur la publication. Le titre, Au bord du gouffre (Orcca/Mcam Éditions), est emprunté à un dessin de Topor La Nuit qui marche au bord du gouffre.
Lamart a publié plus de cent trente nouvelles, dans différents supports : dans les journaux (Libération, L'Union) et en revues.
Ses romans, généralement courts, sont baptisés « soties ». Daisy (1996, Éditions Alfil) en est sans doute l'exemple le plus emblématique : il met en scène la liaison amoureuse entre un employé de la Sécurité sociale et une poupée gonflable. Mais ce sont surtout la poésie et la chanson qui recueillent ses préférences. Il a publié une quinzaine de recueils et écrit plus de cent cinquante chansons.
En 2009, il crée, avec Jacky Petitjean (basse) et Jacqueline Fleurot (claviers, vocaux), le Mal'Art Trio dont il est le chanteur-guitariste et le compositeur principal.
Michel Lamart est également critique. Après avoir participé à de nombreuses revues, il ne collabore plus guère qu'à la revue Europe pour laquelle il a coordonné, en 2005, un dossier consacré à Joris-Karl Huysmans et à Auguste de Villiers de L'Isle-Adam (août-septembre 2005, no 916-917) et à la revue Brèves, où il donne d'assez fréquentes notes de lecture. Huysmans qui a aussi été le sujet de sa thèse Huysmans ou le mal à l'oeuvre soutenu à Reims sous la direction de Bertrand Marchal .

## Publications

### Romans
- Bleuet 17, roman, Diabase, 1999
- Petits noirs et café crime, roman.

### Nouvelles, contes et fables
- Le Bel aujourd'hui, fables, Éditions Cadex, 1997.
- Celia in Wanderland, nouvelle, au sein de l'anthologie Mission Alice (2004 - pages 39 à 56).
- Jouer au Mariole, nouvelles, éd. Châtelet-Voltaire, 2012.

### Essai
- Sourire de Rheims, essai, éd. Le Laquet, 2003.

### Autres
- Rimbalderies, poèmes, L'arbre à Paroles, 2011.